# Austrelater macphersonensis
Austrelater macphersonensis is een keversoort uit de familie kniptorren (Elateridae). De wetenschappelijke naam van de soort is voor het eerst geldig gepubliceerd in 1993 door Calder in Calder, Lawrence & Trueman.